# Wezäta
Wezäta var ett tryckeri och fotostudio i Göteborg som grundades av Waldemar Zachrisson. Namnet är skapat utifrån grundarens initialer W.Z.. Wezäta bildades som Waldemar Zachrissons boktryckeriaktiebolag men gick 1928 upp i Esselte efter att ha varit anslutet till Esselte från 1924. Verksamheten fanns då på Köpmansgatan i centrala Göteborg. 
1940 förenades Gustaf Melins AB med AB Waldemar Zachrissons Tryckeri till Esseltes Göteborgsindustrier AB. 1950 ändrades namnet till Wezäta-Melins AB. I början av 1960-talet flyttade företagets verksamheter i Göteborg till en ny byggnad i Krokslätt. Byggnaden finns kvar och rymmer bland annat ett ICA Maxi. Wezäta etablerade sig som fotostudio under 1950-talet med bland annat löpande uppdrag för AB Volvo. Wezäta fotograferade Volvo-modeller i sin stora studio men även utomhus. 
Fotografen Sixten Sandell var den som utvecklade fotostudion och Wezäta tillhörde pionjärerna inom färgfotografi i den svenska reklambranschen.[källa behövs]
Elanders köpte upp det tidigare Esselteägda Wezäta 1989 och flyttade katalogbinderiet till Kungsbacka under 1990, där produktionen av bland annat telefonkataloger fortsatte i Elanders regi, fram till att tryckeriet såldes 2007 och ombildades till Kungsbacka Graphic AB.